# Бен Соломон Стефанські
Бен Соломон Стефанські (англ. Ben Solomon Stephansky; нар. 10 листопада 1913, Київ, Київська губернія, Російська імперія — 17 квітня 1999) — американський дипломат українського єврейського походження. Його називали «послом Джона Ф. Кеннеді в Болівії у складний період її історії», він був заступником представника Сполучених Штатів в Організації американських держав у особистому ранзі посла у 1967 та 1968 роках.

## Біографія
Стефанський народився в Києві 10 листопада 1913 року та приїхав до Сполучених Штатів у 1915 році. Він виріс у Мілвокі. Він отримав ступінь бакалавра в Університеті Вісконсина в 1939 році, ступінь магістра та доктора філософії з економіки в 1950 році в Університеті Вісконсину в Медісоні. Він помер від лімфоми у своєму будинку у Вашингтоні, округ Колумбія, 17 квітня 1999 року у віці 85 років.

## Кар'єра
На час, коли Кеннеді обійняв посаду в 1961 році, Болівія перебувала на 10-му році Болівійської національної революції (яка відбулася після повстання 1952 року, спричиненого Націоналістичним революційним рухом). Їхній лідер Віктор Пас Естенсоро став президентом на чотири роки. Його переобрали у 1960 році.
У своїй книзі «Болівія: Незавершена революція» (англ. Bolivia: The Uncompleted Revolution, Books on Demand, 1970) політолог Джеймс М. Маллой писав, що адміністрація Кеннеді мала «позитивну мету зробити Болівію вітриною керованих „демократичних революційних“ змін». … Раніше високі зобов'язання щодо допомоги були збільшені та розширені, а до Ла-Пасу було направлено прореволюційного посла Бенджаміна Стефанського. … Пас Естенсоро … дійшов висновку, що Кеннеді буде невпинно допомагати Болівії. … Тоді Пас вирішив повністю співпрацювати зі Сполученими Штатами та формувати свій режим у тісній відповідності до очікувань «Альянсу заради прогресу», програми допомоги Латинській Америці, яку адміністрація Кеннеді розпочала в 1961 році".
За день до висунення кандидатури Стефанського Білий дім оголосив, що Болівія прийняла майже 10 мільйонів доларів негайної економічної допомоги. Також було схвалено план, за яким «Міжамериканський банк розвитку, Сполучені Штати та Західна Німеччина нададуть капітал та технічну експертизу, а Болівія скоротить та дисциплінує свою робочу силу».
У серпні 1963 року Кабінет міністрів Болівії пішов у відставку. Стефанський вже оголосив, що повернеться до США наприкінці року через проблеми зі здоров'ям дружини. У 1964 році в країні сформувалася хунта, і владу захопили болівійські військові.